# Komitat Kis-Küküllő
Komitat Kis-Küküllő (węg. Kis-Küküllő vármegye, rum. Comitatul Târnava-Mică) – komitat Królestwa Węgier, leżący na terenie Siedmiogrodu. W 1910 roku liczył 116 091 mieszkańców, a jego powierzchnia wynosiła 1724 km². Jego stolicą był Dicsőszentmárton.
Graniczył z komitatami Alsó-Fehér, Torda-Aranyos, Maros-Torda, Udvarhely i Nagy-Küküllő.
W wyniku podpisania traktatu w Trianon w 1920 roku obszar komitatu znalazł się w granicach Królestwa Rumunii.